# Нормундс Мієзіс
Нормундс Мієзіс (нар. 11 травня 1971) – латвійський шахіст, гросмейстер від 1997 року.

## Шахова кар'єра
Від середини 1990-х років належить до числа провідних латвійських шахістів. Між 1998 і 2006 роком п'ять разів виступав на шахових олімпіадах (зокрема один раз на 1-й шахівниці), а також тричі (у 1997-2001 роках) на командній першості Європи, 1999 року здобувши в Батумі срібну медаль в особистому заліку на 3-й шахівниці. У році 2006 році виграв у Ризі титул чемпіона Латвії.
Виступив на кількох міжнародних турнірах, перемігши або поділивши 1-ші місця, зокрема, в таких містах, Як: Гох ({1992), Гіссен (1992, разом з Яном Адамським), Вюрцбург (1993), Дрезден (1996), Шенек/Фогт (1996, разом з Петером Ендерсом), Гонфревіль (1999), Діаналунд (2000), Каїр (2000), Геусдал (2002, 2003, 2006), Монпельє (2002), Бюссюм (2003), Боньї-сюр-Мез (2003), Вінтертур (2003), Зефельд (2004, разом з Аркадієм Ротштейном), Швебіш-Гмюнд (2005), Халкідіки (2005, разом з Олегом Корнєєвим), Стокгольм (2005/06, Кубок Рілтона, разом із, зокрема, Едуардасом Розенталісом і Томі Нюбаком), Рейк'явік (2007, двічі), Ювяскюля (2007) , Понтіпридд (2008) і Боруп (2010).
Найвищий рейтинг Ело в кар'єрі мав станом на 1 січня 2001 року, досягнувши 2601 очок займав тоді 1-ше місце серед латвійських шахістів.

## Зміни рейтингу
| На цьому місці має відображатися графік чи діаграма, однак з технічних причин його відображення наразі вимкнено. Будь ласка, не видаляйте код, який викликає це повідомлення. Розробники вже працюють для того, щоби відновити штатне функціонування цього графіка або діаграми. | |
| | На цьому місці має відображатися графік чи діаграма, однак з технічних причин його відображення наразі вимкнено. Будь ласка, не видаляйте код, який викликає це повідомлення. Розробники вже працюють для того, щоби відновити штатне функціонування цього графіка або діаграми. |